# Arsen Gałstian
Arsen Żorajewicz Gałstian (ros. Арсен Жораевич Галстян; ur. 19 lutego 1989) – rosyjski judoka, mistrz olimpijski, brązowy medalista mistrzostw świata, mistrz Europy. 
Największym sukcesem zawodnika jest złoty medal Igrzysk Olimpijskich 2012 w Londynie w kategorii do 60 kg. W tej samej kategorii zdobył także brązowy medal mistrzostw świata w 2010 roku w Tokio oraz złoty medal mistrzostw Europy w 2009 roku w Tbilisi.

## Odznaczenia
- Order Przyjaźni (13 sierpnia 2012) – za wielki wkład w rozwój kultury fizycznej i sportu, wysokie osiągnięcia sportowe na zawodach XXX Olimpiady 2012 roku w mieście Londynie (Wielka Brytania)[2]